# Copella metae
Copella metae är en fiskart som först beskrevs av Carl H. Eigenmann, 1914.  Copella metae ingår i släktet Copella och familjen Lebiasinidae. Inga underarter finns listade i Catalogue of Life.